# أستراليس
أستراليس هي مؤسسة دنماركية للرياضات الإلكترونية. مشهورون بفريقهم الذي يلعب كاونتر سترايك: جلوبال أوفنسيف، ولديهم أيضًا فرق تمثلهم في ألعاب أخرى، مثل فيفا وليغ أوف ليجيندز. الشركة الأم لـأستراليس هي مجموعة أستراليس، التي أدارت سابقًا Origen وFuture FC قبل اندماج جميع الفرق تحت العلامة التجارية أستراليس.

## روابط خارجية
- الموقع الرسمي